# فینیکس (مجله)
فینیکس (به انگلیسی: The Phoenix (magazine)) یک مجله سیاسی در خصوص امور جاری ایرلند است که در سال ۱۹۸۳ توسط جان مالکاهی تأسیس شد. این مجله با الهام از مجله بریتانیایی مگیل از سال ۱۹۸۴ توسط پدی پرندویل ویرایش می‌شود. این نشریه عموماً هر دو هفته یکبار منتشر می‌شود و هر سال یک شماره سالانه بزرگتر در دسامبر منتشر می‌کند. فینیکس«هر دو هفته یک منوی متشکل از کارتون‌ها و طنزها، طنزهای بدجنسی پسرانه مدرسه‌ای، تحلیل‌های مالی و اخبار با نگاهی داخلی از دنیای امنیت، سیاست، رسانه، هنر و قانون تولید می‌کند.»

## تاریخچه و عملیات
این مجله در ژانویه ۱۹۸۳ راه‌اندازی شد. فینیکس توسط مولکاهی یک روزنامه‌نگار و ناشر که تا سال ۲۰۰۷ بر عملیات آن نظارت داشت تأسیس شد. نام فینیکس اشاره‌ای به «ظهور از خاکستر» آن در دو نشریه قبلی مولکاهی است. این دو نشریه سیاسی جمهوری‌خواه با نام‌های هیبرنیا و ساندی تریبون بودند که در سال ۱۹۸۰ پس از افترایی که متوجه آن‌ها شد، انتشار خود را متوقف کردند. روزنامه ساندی تریبون اولین بار از نظر مالی در سال ۱۹۸۲ سقوط کرده بود.
این مجله توسط شرکتی به نام پنفیلد با مسئولیت محدود که در خیابان باگوت قرار داشت منتشر می‌شد، تیراژ آن در سال ۲۰۰۴ قریب به ۱۹۰۱۴ نسخه بود و در سال ۲۰۰۷ به ۱۸۲۶۸ نسخه رسید.
سردبیر اصلی مجله پدی پرندویل است که حدود یک سال پس از شروع به کار مجله این نقش را برعهده گرفت
این مجله بسیاری از مطالب خود را از طرف منابع «خودی» تأمین می‌کند و ارتباطات خود را با خط تلفن گلدهاوک ترویج می‌کند.